# Бразилска хевея
Бразилската хевея (Hevea brasiliensis), наричана още каучуково дърво, е дърво от семейство Млечкови, което е основен източник на естествен каучук.

## Описание
Бразилската хевея е високо широколистен дърво, растящо на височина до около 43 m в дивата природа. Отглежданите дървета обикновено са много по-ниски, тъй като източването на латекс от дървото ограничава растежа му. Стеблото е цилиндрично и може да има подута основа с формата на бутилка. Кората е кафява, като вътрешната ѝ част изпуска латекс, когато е наранена. Листата растат по три и са спираловидно разположени. Съцветието включва отделни мъжки и женски цветове. Цветовете са ароматни, кремавожълти и нямат венчелистчета. Плодът представлява капсула, съдържаща три големи семена. Тя се отваря спонтанно, когато узрее.
За нормален ръст на растението е нужен климат с равномерна средна температура около 25 – 27 °С и средногодишни валежи от 1500 – 2000 mm. Няма строги изисквания към почвата, макар да расте по-добре в богати на хумус почви с високо съдържание на грунтови води. Отглежда се главно в равнините и на по-ниските склонове на планините.
Суроватката, оставаща след отделянето на каучука, съдържа около 0,6% протеини и може да се добавя към храната за животни.

## История
Южноамериканското каучуково дърво първоначално расте единствено в Амазонската джунгла, ала увеличаващото се търсене и откриването на процеса на вулканизация през 1839 г. води до бум в региона. Дървото започва да се отглежда в Белем, Сантарем, Манаус (Бразилия) и Икитос (Перу) от 1840 до 1913 г. През 1872 г. са направени опити за отглеждане на H. brasilensis извън Бразилия. След известни усилия, 12 разсада покълват в Кралската ботаническа градина в Лондон. Те са изпратени в Индия за отглеждане, но загиват. През 1875 г. са внесени 70 хиляди семена в градината от Хенри Уикам. Около 4% от тях покълват и на следващата година 2000 дървета са изпратени на Цейлон, а 22 са изпратени в ботаническата градина на Сингапур. Веднъж установил се извън родината си, каучукът започва да се разпространява из британските колонии. Към 1883 г. каучуковите дървета достигат Ява, а към 1889 г. каучукови плантации вече са създадени на Малайския полуостров, където китайските работници са преобладаващата работна сила към началото на 20 век. В днешно време, повечето каучукови плантации се намира в Южна и Югоизточна Азия, като към 2011 г. най-големите производители на каучук са Тайланд, Индонезия, Малайзия, Индия и Виетнам. Отглеждането на дървото в Южна Америка приключва в началото на 20 век, поради болести по насажданията.